# San Felipe Pueblo
San Felipe Pueblo è un census-designated place degli Stati Uniti d'America, nella Contea di Sandoval nello stato del Nuovo Messico. Ha una popolazione di 2.080 abitanti secondo il censimento del 2000. Secondo lo United States Census Bureau ha un'area totale di 31,6 km².

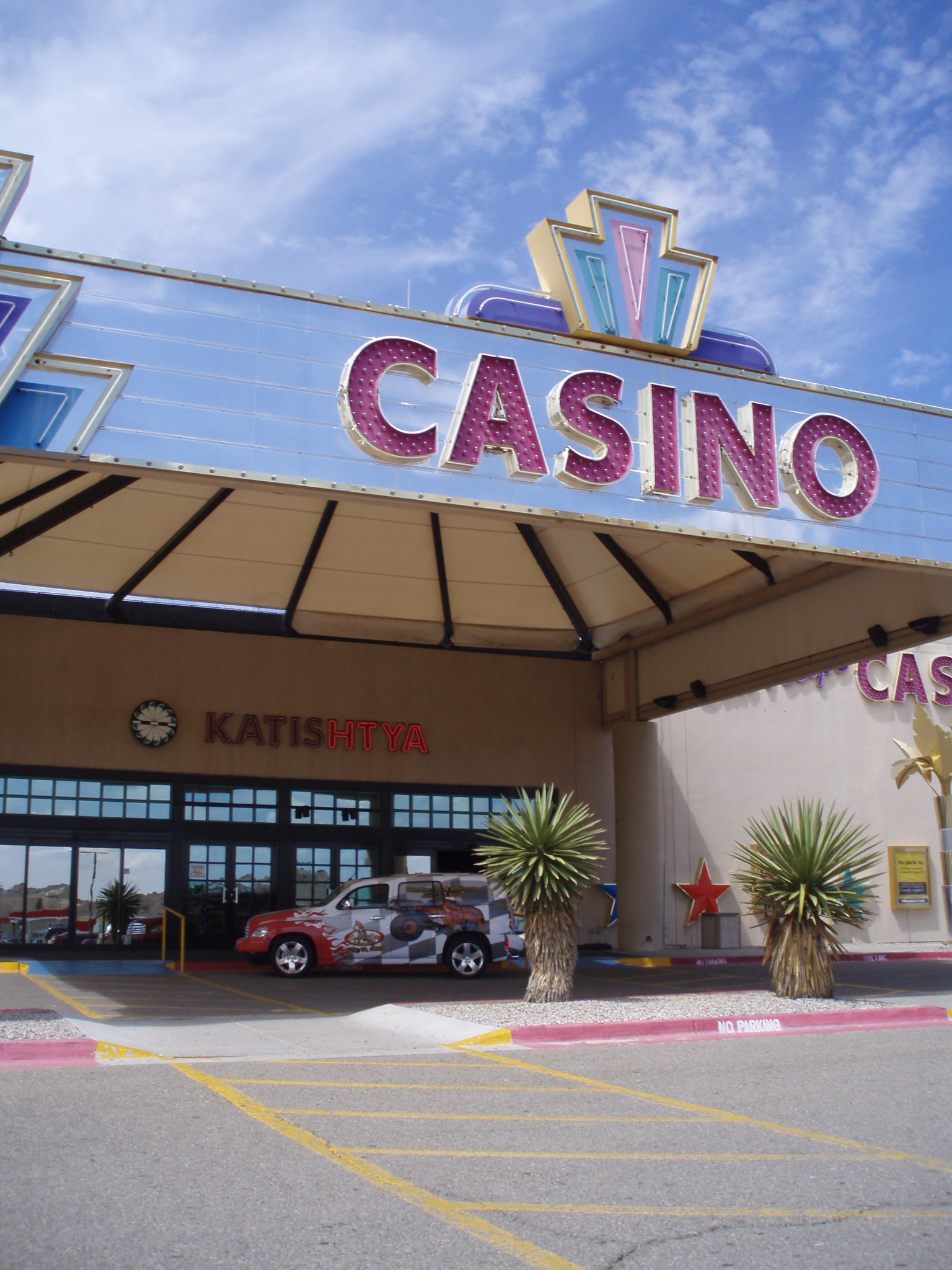
Entrata del Casinò di San Felipe Pueblo

## Geografia fisica
San Felipe Pueblo si trova lungo la riva destra del Rio Grande a circa 45 km a nord-est di Albuquerque della cui Area metropolitana è parte.
Secondo il censimento del 2000 oltre il 99% della popolazione è costituito da nativi americani. Questi discendenti del popolo Pueblo che abitavano in queste terre da prima della colonizzazione spagnola parlano ancora una lingua che è considerata un dialetto delle Lingue keres orientali.
A circa 5 km a ovest di san Felipe, lungo la Interstatale 25 si trova il San Felipe Travel Cente con adiencente Casinò Hollywood. costruito nel 1995.

## Storia
Il villaggio attuale risale ad un pueblo edificato nei primi del XVI secolo che in realtà è il quarto insediamento realizzato nella zona con il nome nativo di Katishtya.
Il primo pueblo si trovava un po' più a sud di quello attuale e fu abbandonato prima dell'arrivo dei colonizzatori spagnoli ai primi del Cinquecento.
Il secondo villaggio si trovava più a nord, ai piedi della Mesa di Tamita sulla riva sinistra del Rio Grande, come descritto dal conquistatore spagnolo Francisco Vázquez de Coronado nel 1540. Il villaggio fu visitato nel 1591 dall'avventuriero ispano-portoghese Castano de Sosa che gli diede appunto il nome attuale di San Felipe. Qui venne edificata nel 1605 la prima chiesa cattolica del pueblo a cura dei frati francescani che raggiunsero il Nuovo Messico al seguito del conquistatore Juan de Oñate nel 1595. A seguito della rivolta dei Pueblo del 1680 la chiesa venne distrutta ed il villaggio abbandonato.
Il terzo villaggio venne costruito dopo il 1693 quando gli abitanti di San Felipe furono convinti dal generale Diego de Vargas ad abbandonare la postazione forficata detta Cieneguilla, poco a nord del villaggio di Cochiti, ove si erano rifugiato dopo appunto la sollevazione anzidetta. Questo terzo villaggio si trovava su una mesa sulla riva orientale del Rio Grande, in una posizione più riparata e difendibile. In questo villaggio venne anche costruita una piccola chiesa in pietra sul vertice nord-est della mesa di cui restano visibili solo le fondamenta.
Ai primi del Settecento, dopo il ritorno stabile degli spagnoli nei territori del Nuovo Messico, essendoci minori necessita di difesa, il villaggio sulla mesa venne abbandonato per costruire quello attuale in una posizione più comoda lungo la riva destra del Rio Grande. Qui, intorno al 1706, venne costruita la chiesa attuale del villaggio tuttora visibile.